# Grand Prix Monako 1978
Grand Prix Monako 1978 (oryg. Grand Prix Automobile de Monaco) – piąta runda Mistrzostw Świata Formuły 1 w sezonie 1978, która odbyła się 7 maja 1978, po raz 25. na torze Circuit de Monaco.
36. Grand Prix Monako, 25. zaliczane do Mistrzostw Świata Formuły 1.

## Klasyfikacja
| Legenda oznaczeń w tabelach wyników Wyświetl szablon na nowej stronie | Legenda oznaczeń w tabelach wyników Wyświetl szablon na nowej stronie                                                                     |
| Oznaczenie                                                            | Wyjaśnienie |
| --------------------------------------------------------------------- | --- |
| Złoty                                                                 | Zwycięzca lub mistrzostwo |
| Srebrny                                                               | 2. miejsce lub wicemistrzostwo |
| Brązowy                                                               | 3. miejsce lub II wicemistrzostwo |
| Zielony                                                               | Ukończył, punktował (w klasyfikacji generalnej, gdy zdobył co najmniej jeden punkt na przestrzeni sezonu, poza trzema powyższymi opcjami) |
| Niebieski                                                             | Ukończył, nie punktował (w klasyfikacji generalnej, gdy nie zdobył co najmniej jednego punktu na przestrzeni sezonu)                      |
| Czerwony                                                              | Nie zakwalifikował się (NZ) |
| Czerwony                                                              | Nie prekwalifikował się (NPK) |
| Różowy                                                                | Nie ukończył (NU) |
| Różowy                                                                | Niesklasyfikowany (NS) (w klasyfikacji generalnej, gdy nie został sklasyfikowany w żadnym wyścigu sezonu)                                 |
| Czarny                                                                | Zdyskwalifikowany (DK) |
| Czarny                                                                | Wykluczony (WYK/EX) |
| Biały                                                                 | Nie wystartował (NW) |
| Biały                                                                 | Kontuzjowany (K/INJ) |
| Biały                                                                 | Wyścig odwołany (OD/C) |
| Bez koloru                                                            | Został wycofany (WYC/WD) |
| Bez koloru                                                            | Nie przybył (NP/DNA) |
| Bez koloru                                                            | Nie brał udziału w treningach (NT/DNP) |
| Bez koloru                                                            | Nie został zgłoszony (–) |
| Pogrubienie                                                           | Start z pole position |
| Kursywa                                                               | Najszybsze okrążenie wyścigu |
| †                                                                     | Nie ukończył, ale jego rezultat został zaliczony ze względu na przejechanie więcej niż 90% dystansu wyścigu.                              |
| *                                                                     | Sezon w trakcie |
| 1/2/3                                                                 | Punktowana pozycja w sprincie kwalifikacyjnym                                                                                             |
| Lista systemów punktacji Formuły 1                                    | |

| Pos | No | Kierowca              | Konstruktor        | Okrążeń | Czas/powód NU  | Poz. Start. | Punktów |
| --- | -- | --------------------- | ------------------ | ------- | -------------- | ----------- | ------- |
| 1   | 4  | Patrick Depailler     | Tyrrell-Ford       | 75      | 1:55:14,66     | 5           | 9       |
| 2   | 1  | Niki Lauda            | Brabham-Alfa Romeo | 75      | +22,45 s       | 3           | 6       |
| 3   | 20 | Jody Scheckter        | Wolf-Ford          | 75      | +32,29 s       | 9           | 4       |
| 4   | 2  | John Watson           | Brabham-Alfa Romeo | 75      | +33,53 s       | 2           | 3       |
| 5   | 3  | Didier Pironi         | Tyrrell-Ford       | 75      | +1:08,06       | 13          | 2       |
| 6   | 35 | Riccardo Patrese      | Arrows-Ford        | 75      | +1:08,77       | 14          | 1       |
| 7   | 8  | Patrick Tambay        | McLaren-Ford       | 74      | + 1 okrążenie  | 11          |         |
| 8   | 11 | Carlos Reutemann      | Ferrari            | 74      | + 1 okrążenie  | 1           |         |
| 9   | 14 | Emerson Fittipaldi    | Fittipaldi-Ford    | 74      | + 1 okrążenie  | 20          |         |
| 10  | 15 | Jean-Pierre Jabouille | Renault            | 71      | + 4 okrążenia  | 12          |         |
| 11  | 5  | Mario Andretti        | Lotus-Ford         | 69      | + 6 okrążeń    | 4           |         |
| NU  | 12 | Gilles Villeneuve     | Ferrari            | 62      | Wypadek        | 8           |         |
| NU  | 6  | Ronnie Peterson       | Lotus-Ford         | 56      | Skrz. biegów   | 7           |         |
| NU  | 7  | James Hunt            | McLaren-Ford       | 43      | Sterowność     | 6           |         |
| NU  | 36 | Rolf Stommelen        | Arrows-Ford        | 38      | Prz. zdrowotne | 19          |         |
| NU  | 27 | Alan Jones            | Williams-Ford      | 29      | Wyciek oleju   | 10          |         |
| NU  | 22 | Jacky Ickx            | Ensign-Ford        | 27      | Hamulce        | 16          |         |
| NU  | 16 | Hans Joachim Stuck    | Shadow-Ford        | 24      | Wypadek        | 17          |         |
| NU  | 26 | Jacques Laffite       | Ligier-Matra       | 13      | Skrz. biegów   | 15          |         |
| NU  | 18 | Rupert Keegan         | Surtees-Ford       | 8       | Przen. napędu  | 18          |         |
| NZ  | 9  | Jochen Mass           | ATS-Ford           |         |                |             |         |
| NZ  | 17 | Clay Regazzoni        | Shadow-Ford        |         |                |             |         |
| NZ  | 10 | Jean-Pierre Jarier    | ATS-Ford           |         |                |             |         |
| NZ  | 19 | Vittorio Brambilla    | Surtees-Ford       |         |                |             |         |
| NPK | 32 | Keke Rosberg          | Theodore-Ford      |         |                |             |         |
| NPK | 24 | Derek Daly            | Hesketh-Ford       |         |                |             |         |
| NPK | 31 | René Arnoux           | Martini-Ford       |         |                |             |         |
| NPK | 25 | Héctor Rebaque        | Lotus-Ford         |         |                |             |         |
| NPK | 30 | Brett Lunger          | McLaren-Ford       |         |                |             |         |
| NPK | 37 | Arturo Merzario       | Merzario-Ford      |         |                |             |         |

## Klasyfikacja po wyścigu

### Kierowcy
| Poz. | Kierowca           | Punkty |
| ---- | ------------------ | ------ |
| 1    | Patrick Depailler  | 23     |
| 2    | Carlos Reutemann   | 18     |
| =    | Mario Andretti     | 18     |
| 3    | Niki Lauda         | 14     |
| 4    | Ronnie Peterson    | 14     |
| 5    | John Watson        | 7      |
| 6    | Emerson Fittipaldi | 6      |
| 7    | Jody Scheckter     | 4      |
| =    | Jacques Laffite    | 4      |
| =    | Didier Pironi      | 4      |
| 8    | Alan Jones         | 3      |
| =    | James Hunt         | 3      |
| 9    | Clay Regazzoni     | 2      |
| 10   | Riccardo Patrese   | 1      |
| =    | Patrick Tambay     | 1      |

### Zespoły
| Poz. | Zespół             | Punkty |
| ---- | ------------------ | ------ |
| 1    | Lotus-Ford         | 27     |
| 2    | Tyrrell-Ford       | 24     |
| 3    | Brabham-Alfa Romeo | 20     |
| 4    | Ferrari            | 18     |
| 5    | Fittipaldi-Ford    | 6      |
| 6    | Ligier-Ford        | 4      |
| =    | Wolf-Ford          | 4      |
| 7    | McLaren-Ford       | 3      |
| =    | Williams-Ford      | 3      |
| 8    | Shadow-Ford        | 2      |
| =    | Arrows-Ford        | 2      |

## Prowadzenie w wyścigu
- Na prowadzeniu: John Watson 37 Okrążeń (1-37); Patrick Depailler 38 Okrążeń (38-75).